# Richard Hughes (football)
Pour les articles homonymes, voir Richard Hughes.
Richard Hughes est un footballeur écossais né le 25 juin 1979 à Glasgow. Il mesure 1,75 m et évolue au poste de milieu de terrain.